# Dziewkowice

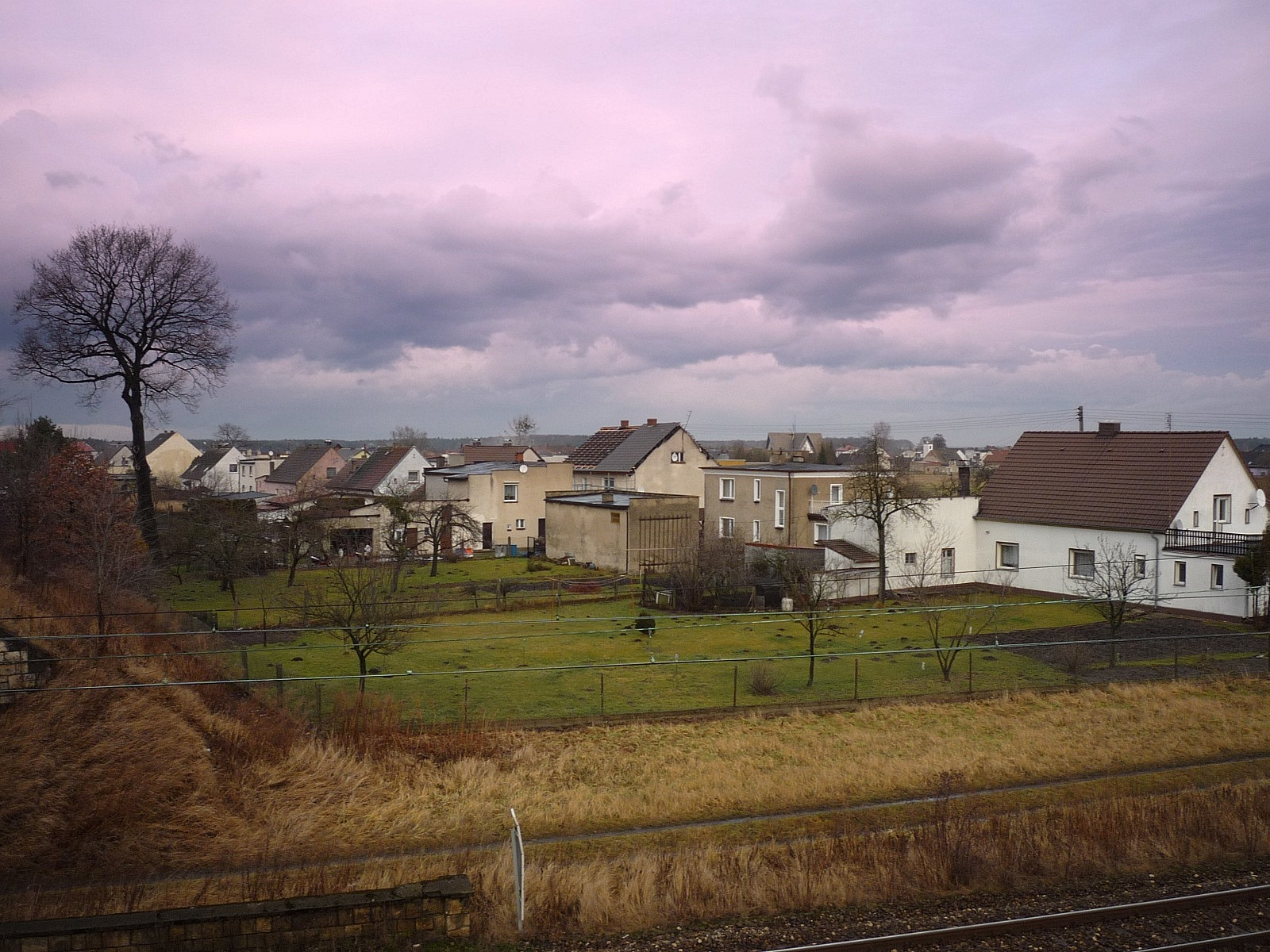
Panorama

Dziewkowice (deutsch Schewkowitz vormals auch Dziwkowitz; 1936–1945 Frauenfeld) ist ein Ort in der Gemeinde Strzelce Opolskie im Powiat Strzelecki der Woiwodschaft Opole in Polen.

## Geographie
Dziewkowice liegt vier Kilometer nordöstlich von Strzelce Opolskie (Groß Strehlitz) und 33 Kilometer südöstlich von Opole (Oppeln).

## Geschichte
„Dziwkowitz“ gehörte vormals zur Herrschaft Groß Strehlitz der Grafen Colonna von Fels. Von Carl Gustav  Colonna von Fels (1630–1686) erbte sie dessen Sohn Carl Leonhard Samuel Colonna von Fels.
Bei der Volksabstimmung in Oberschlesien am 20. März 1921 stimmten 86 Wahlberechtigte für einen Verbleib bei Deutschland und 405 für Polen. Im Gut Schewkowitz stimmten 21 Personen für Deutschland und 81 für Polen. Schewkowitz verblieb beim Deutschen Reich. 1933 lebten im Ort 1120 Einwohner. Am 3. Juli 1936 wurde der Ort in Frauenfeld umbenannt. 1939 wurden 1233 Einwohner gezählt. Bis 1945 befand sich der Ort im Landkreis Groß Strehlitz.
Infolge des Zweiten Weltkriegs fiel Frauenfeld/Schewkowitz 1945 an Polen. Nachfolgend wurde es in Dziewkowice umbenannt und der Woiwodschaft Schlesien angeschlossen und 1950 in die Woiwodschaft Opole umgegliedert. Seit 1999 gehört es zum Powiat Strzelecki.

## Söhne und Töchter Dziewkowices
- Rudolf Johna (1933–2014), deutscher Politiker (SPD)

## Vereine
- Deutscher Freundschaftskreis